# مازدا أر إكس-7
مازدا أر إكس-7 (بالإنجليزية: Mazda RX-7)‏ هي سيارة من تصنيع شركة مازدا.